# گریدگ امبوک باتی
گریدگ امبوک باتی (انگلیسی: Griedge Mbock Bathy؛ زادهٔ ۲۶ فوریهٔ ۱۹۹۵) بازیکن فوتبال اهل فرانسه است.
از باشگاه‌هایی که در آن بازی کرده‌است می‌توان به باشگاه فوتبال زنان المپیک لیون اشاره کرد.
وی همچنین در تیم ملی فوتبال زنان فرانسه بازی کرده‌است.